# Abbazia di San Giusto al Pinone
L'abbazia di San Giusto al Pinone si trova nel comune di Carmignano, in provincia di Prato.
Risale, probabilmente, alla metà del XII secolo, ed è uno degli edifici romanici più suggestivi della zona.

## Storia
La sua origine dovrebbe essere in relazione ad un'antica viabilità, altomedievale, di crinale che dall'Arno, attraversato nel punto più stretto (area della Gonfolina), giungeva nel pistoiese. Si sarebbe quindi trattato di un antico "ospedale", punto di sosta per i pellegrini, fino alla torre di Sant'Alluccio (rimasto solo come toponimo) ed il successivo ospizio di San Baronto. Una campana della chiesa, detta la "Sperduta", aveva il compito di guidare i pellegrini in difficoltà e chiamarli a raccolta prima del tramonto, prima che le porte dell'abbazia si chiudessero. Allo stesso percorso era forse da riferirsi la chiesa di San Martino in Campo, nei pressi di Artimino.
Secondo la tradizione sarebbe stata fondata da un monaco eremita francese, San Giusto (monaco) o Giustone, con una storia simile alla contemporanea chiesa di San Baronto, la cui leggenda la vuole fondata dal monaco eremita francese Baronto.
Fino al Trecento fu sede di una piccola comunità monastica cistercense, diventando successivamente oratorio per poi essere abbandonata. Dopo una parziale ricostruzione ottocentesca, fu ripristinata nel dopoguerra. Attualmente sulla Chiesa non è chiara la proprietà sebbene un documento del 1898 del Regno d'Italia la faccia propria demandato il compito di custodia al Comune di Carmignano. Tale documento si trova nell'archivio dello stesso Comune. Ad oggi l'Abbazia è in stato di degrado e a tal proposito è nata l'Associazione Amici di San Giusto per salvarla dal degrado e riportarla alla luce con eventi, manifestazione e ricerca dei fondi necessari.

## Descrizione

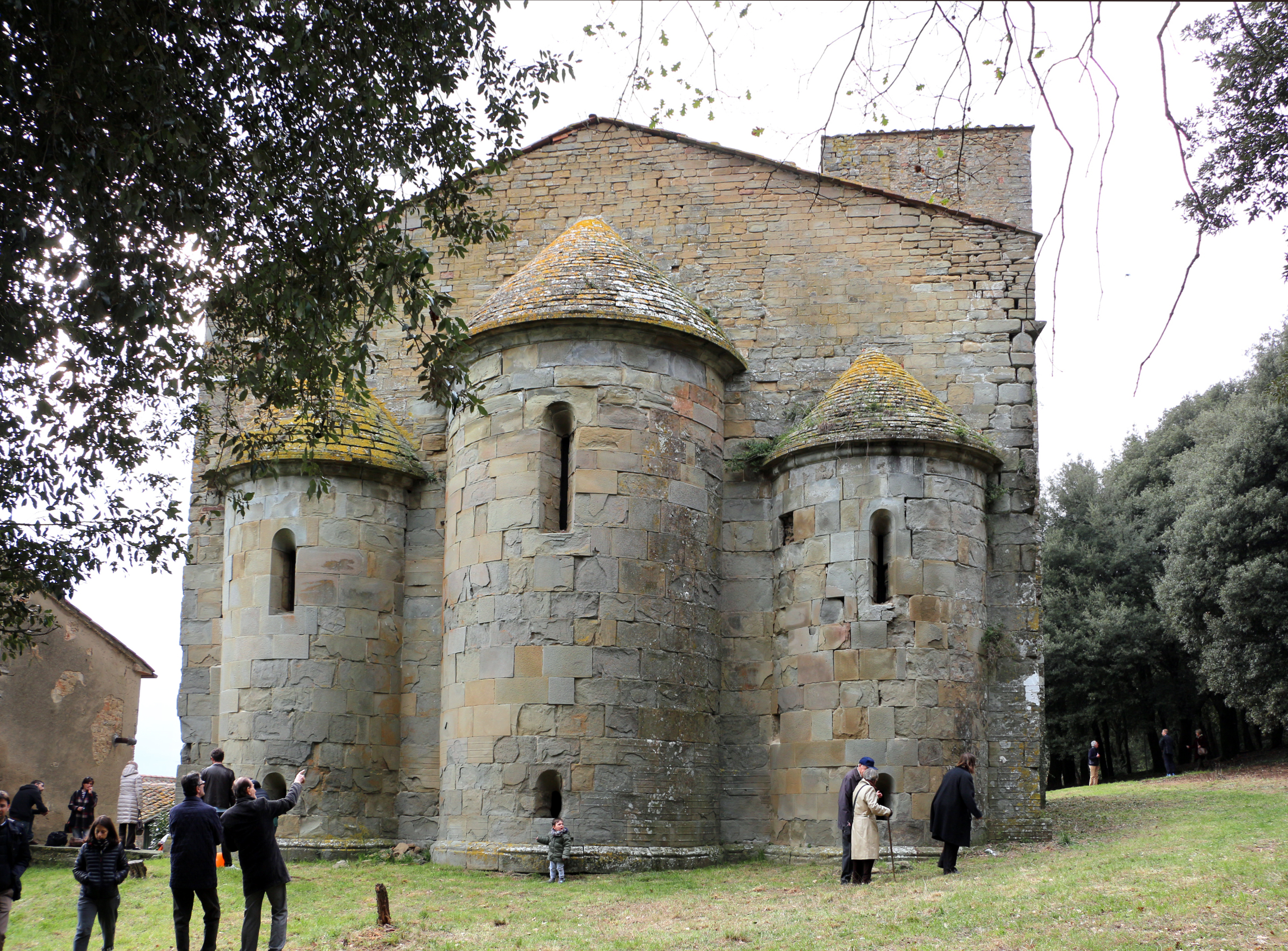
Absidi

La chiesa abbaziale mostra un'interessante struttura romanica, con influssi dell'architettura monastica cluniacense o comunque francesi.
Il paramento murario in blocchi di pietra arenaria, è particolarmente conservato in facciata e sul fianco sinistro, con alcuni grandi blocchi di taglio accuratissimo. La semplice facciata è animata dal bianco e verde dei conci di marmo e di serpentino degli archi del portale e della bifora soprastante, secondo l'influsso del romanico pisano e pistoiese. Sul fianco sinistro e separata dalla chiesa si trova la massiccia torre campanaria la cui cella su tamponata nell'Ottocento, ed il cui paramento murario a blocchi molto più piccoli rivela una fase costruttiva successiva. La torre è congiunta alla chiesa da un passaggio costruito in epoca successiva. Nella zona della tribuna si trovano i volumi cilindrici delle tre absidi, ognuna di esse aperta da una doppia monofora corrispondente alla chiesa superiore e alla sottostante cripta.
All'interno la pianta è a croce commissa con un'unica navata coperta con volta a botte, ritmata da grandi archi trasversali; il presbiterio, a tre absidi separate, è rialzato su una bassa cripta, accessibile dall'esterno, con piccole navate sorrette da pilastri, rifatte, forse dopo un crollo duecentesco.

## Altre immagini

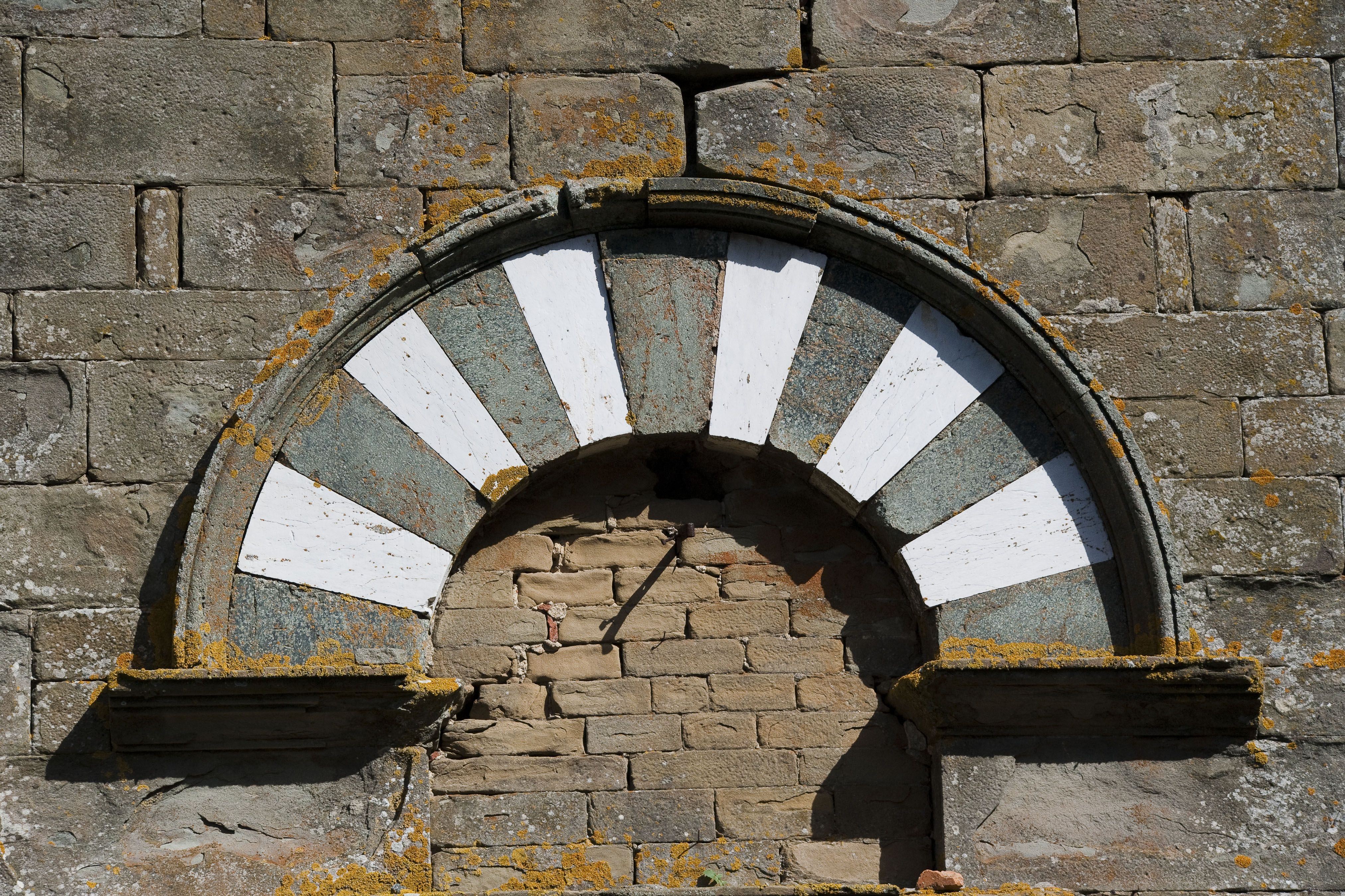
Arco del portale
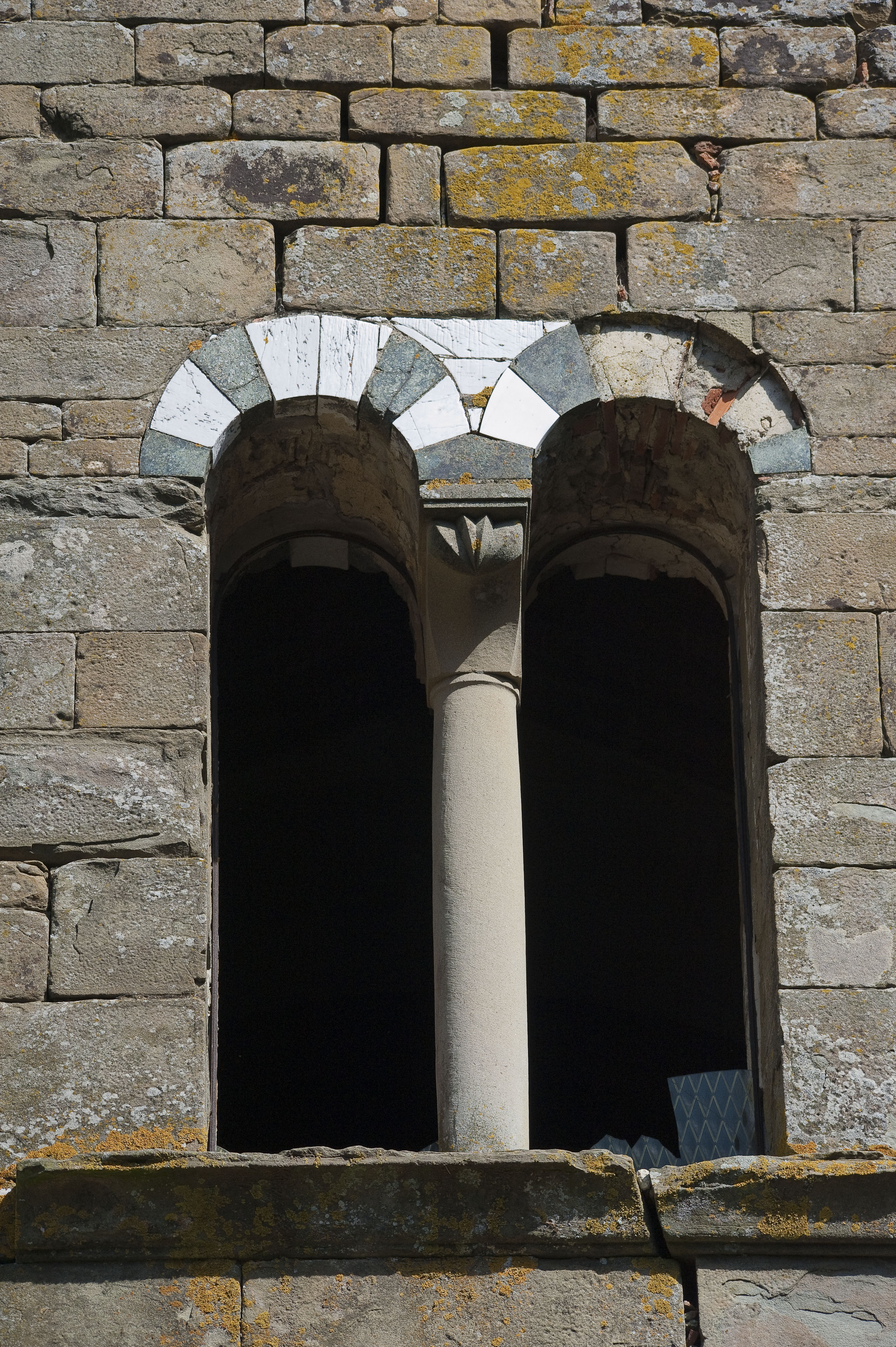
Bifora della facciata
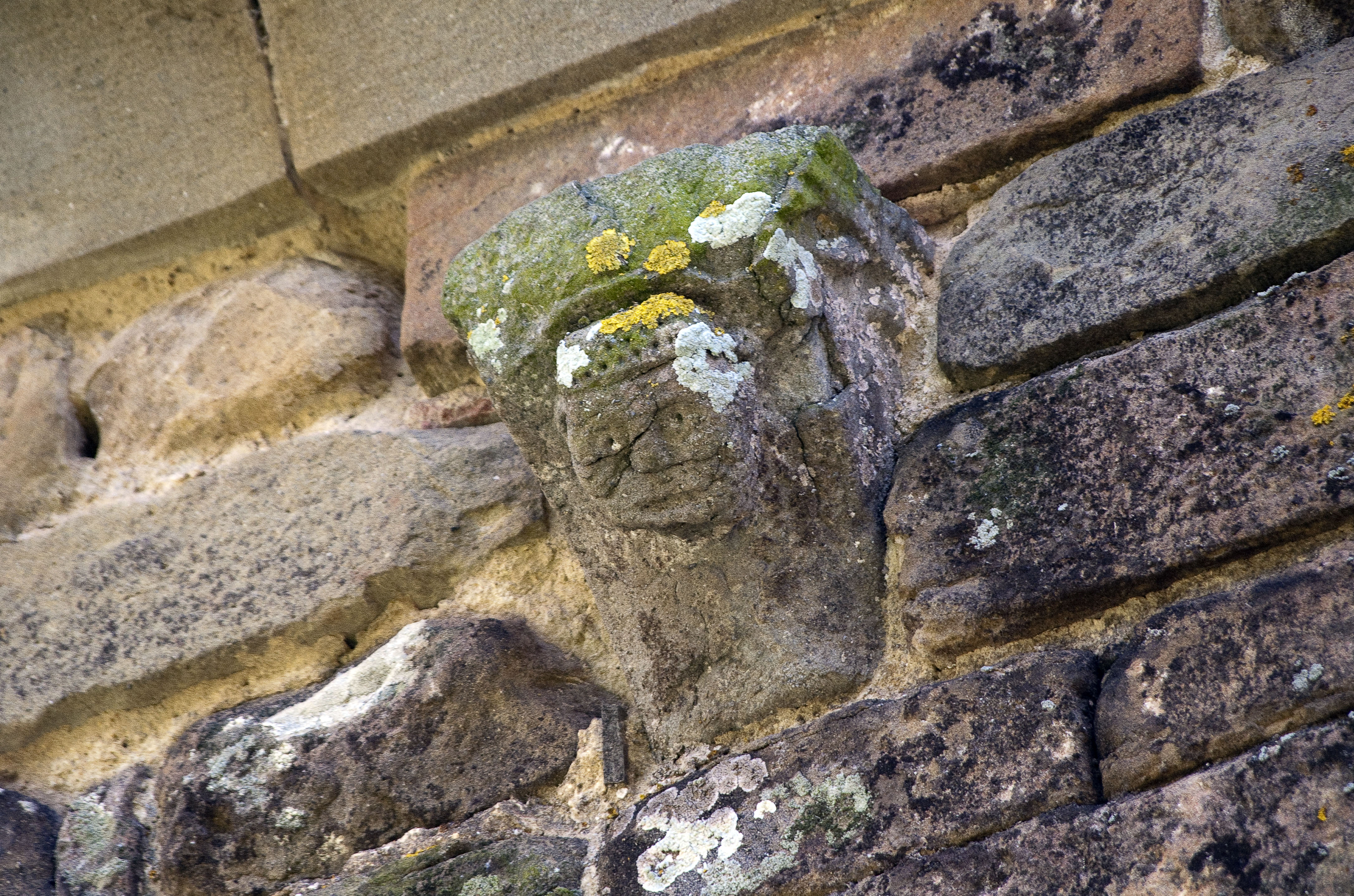
Scultura antropomorfa posta nella fiancata sinistra
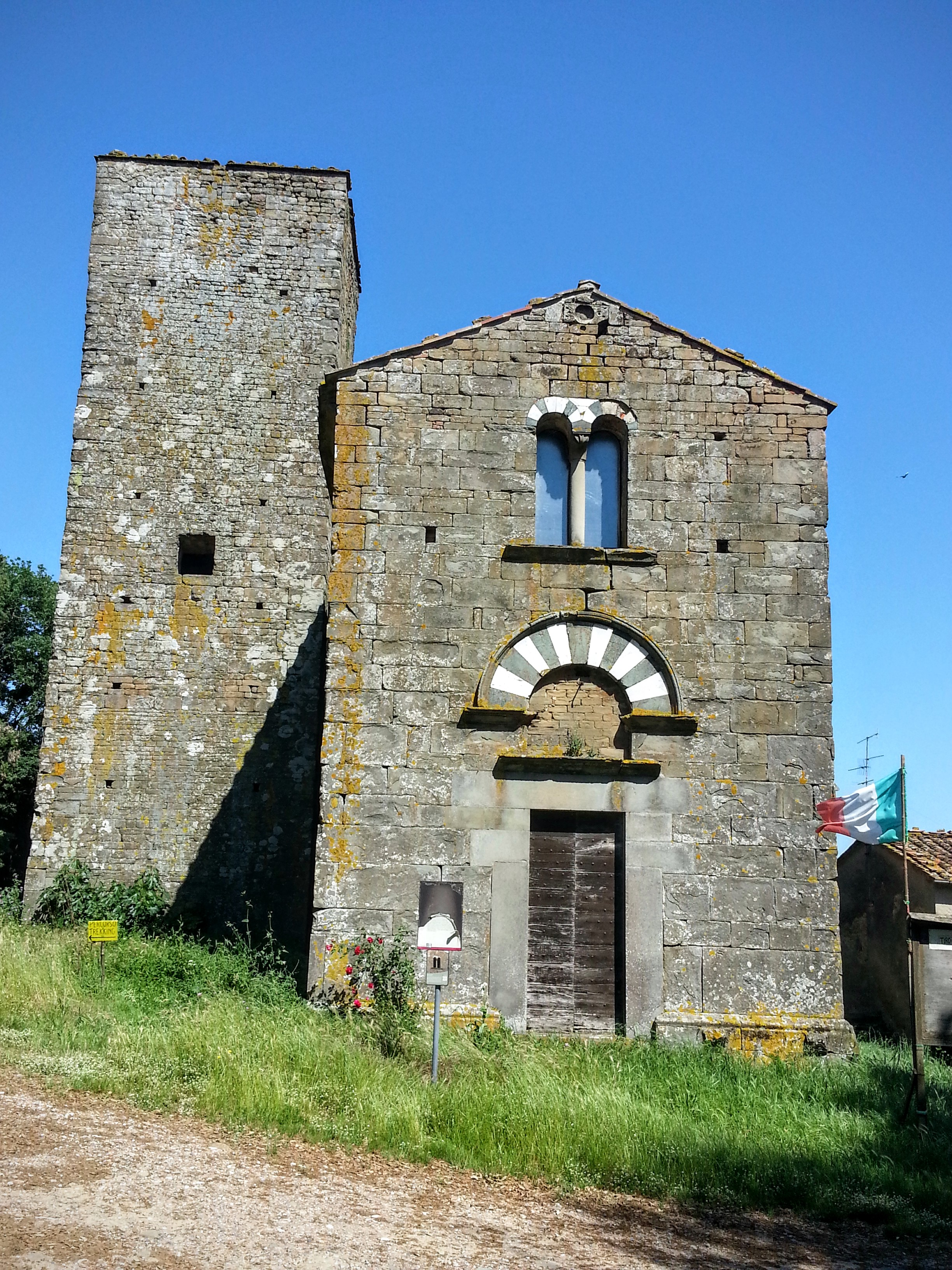
Facciata (nel 2013)
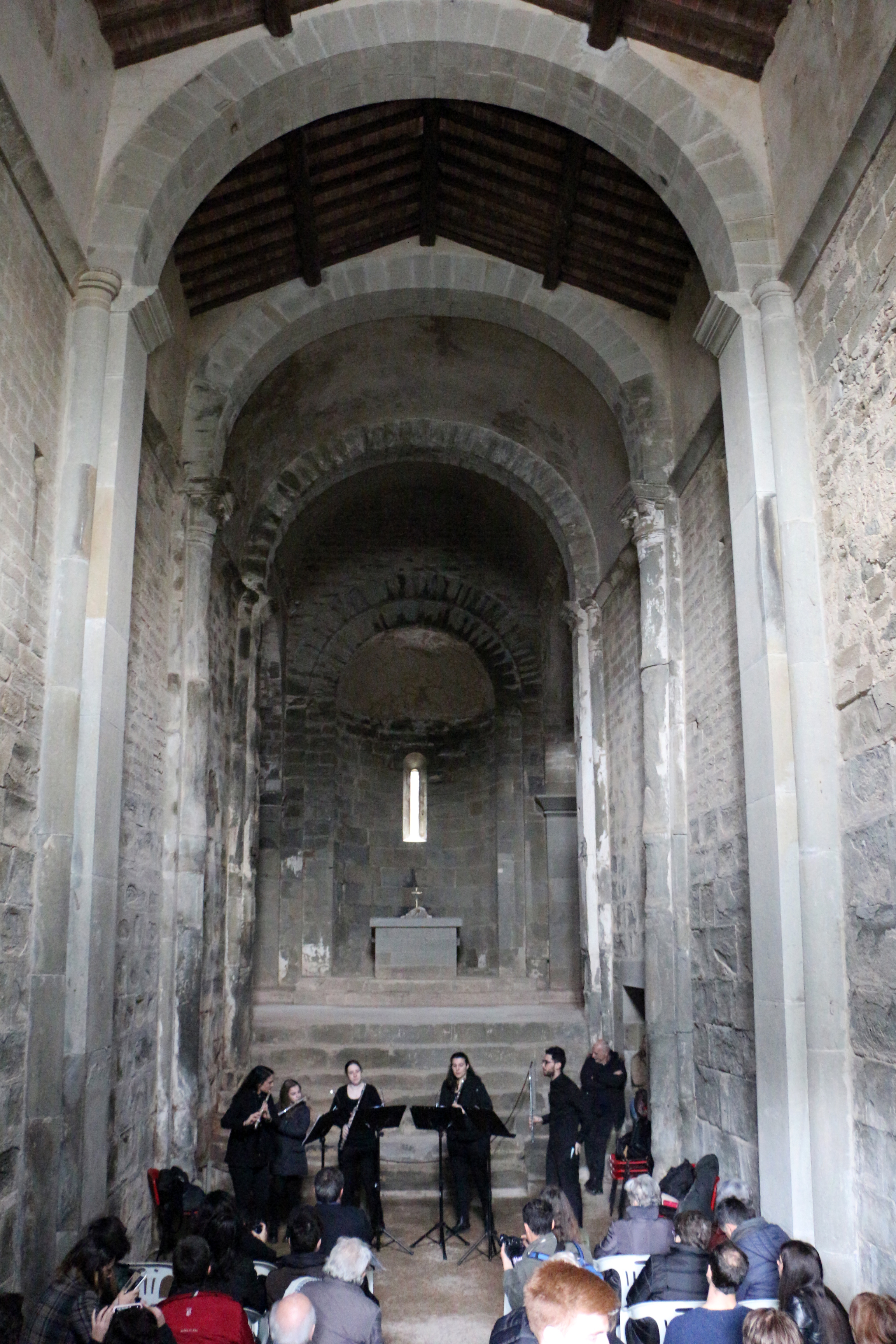
Interno